# Воительница из Бирки
Воительница из Бирки — женщина, захороненная в погребальной камере в Бирке (Швеция) вместе со снаряжением элитного профессионального воина-викинга. После раскопки могилы в 1889 году предполагалось, что останки принадлежат мужчине, но в 2017 году в результате остеологического анализа и исследования ДНК было доказано, что останки принадлежат женщине. В исследовании 2017 года делается вывод, что артефакты, захороненные вместе с женщиной, являются доказательством того, что она была высокопоставленным профессиональным воином. Этот вывод был оспорен как преждевременный некоторыми археологами и историками, которые утверждают, что эти артефакты не являются свидетельством того, что женщины были воинами в патриархальной культуре викингов. Эти разногласия способствовали дебатам о гендерных ролях женщин в обществе викингов.

## Археологические находки

### Первоначальные раскопки
Археолог и этнограф Яльмар Стольпе (1841—1905) в 1870-х годах в рамках археологических исследований на острове Бьёркё раскопал погребальную камеру в Бирке, поселении эпохи викингов (VIII–X век н. э.). В 1889 году он задокументировал могилу под обозначением Bj 581. Она считается «одной из самых знаковых могил эпохи викингов». Могила была обозначена большим каменным валуном и была найдена на возвышенной террасе, где она непосредственно контактировала с гарнизоном. Погребальная камера была деревянной, ее длина — 3,45 метра, ширина — 1,75 метра. Тело было найдено в сидячем положении, в одежде из шелка и серебряных нитей. В могиле нашли «меч, топор, копье, бронебойные стрелы, боевой нож, два щита и две лошади: одну кобылу и одного жеребца». В течение следующих 128 лет предполагалось, что скелет принадлежит «закаленному бойцу». Предполагаемого воина сравнивали с «фигурой из „Полёта валькирий“ Рихарда Вагнера».

### Повторный анализ останков
Исследования 1970-х годов поставили под сомнение представление о том, что скелет принадлежит мужчине. Остеологический анализ костей таза и нижней челюсти скелета, проведённый в 2014 году биоархеологом Стокгольмского университета Анной Кьеллстрём, показал, что это была могила женщины. Некоторые археологи были настроены скептически, ссылаясь на вероятность того, что кости были неправильно маркированы в прошлом веке или, возможно, перемешаны с костями из других близлежащих могил.
В исследовании, проведённом Шарлоттой Хеденстирна-Йонсон и опубликованном в сентябре 2017 года, отмечается, что «остеологический анализ, проведённый Кьельстрём, вызвал вопросы, касающиеся пола, гендера и идентичности среди воинов-викингов». Команда Хеденстирна-Йонсон извлекла ДНК из образцов, взятых из зуба и кости руки человека, захороненного в Bj 581. По словам Маи Крезвинской, было доказано, что скелет принадлежал женщине, поскольку ДНК содержала Х-хромосомы, но ни одной Y-хромосомы. У неё была определена митохондриальная гаплогруппа T2b.
В том же исследовании были проанализированы изотопы стронция на скелете, что позволило определить генетический профиль человека. Оно определило, что она имеет схожие генетические маркеры с современными людьми, проживающими в районах, которые ранее находились под влиянием викингов. В связи с этим возник вопрос о том, была ли она родом из Бирки или же поселилась там позже.
В результате исследования был сделан вывод о том, что «человек в могиле Bj 581 является первой подтвержденной высокопоставленной женщиной-воительницей викингов». На критику своего первоначального исследования авторы ответили во второй статье, опубликованной в феврале 2019 года в журнале Antiquity, в которой они представили дополнительную информацию о своей методологии и подтвердили свое заключение.

### Анализ артефактов
Анализ содержимого могилы показал, что в ней был расположен игральный комплект с доской и фигурами, который, как считалось, свидетельствует о ее стратегическом мышлении и указывает, что «она была офицером, который мог повести войска в бой». «Гардиан» сообщил, что «игральные фигуры — возможно, из хнефатафлеи, своего рода предшественницы шахмат, — вероятно, свидетельствуют, что женщина-воин из могилы Bj 581 была боевым стратегом». По словам Кьеллстрём, «только немногих воинов хоронили с игральными предметами, и они сигнализируют о стратегическом мышлении». Предположительно, это также указывает на её принадлежность к военной касте. «Вашингтон пост» сообщает: «Воин, на самом деле, была женщиной. И не просто любой женщиной, но девой щита викингов, как древняя Бриенна Тарт из „Игры престолов“». Археолог Давид Зори отметил, что «многочисленные саги викингов, такие как „Сага о Вёльсунгах“ XIII века, рассказывают о сражениях „дев щита“ вместе с воинами-мужчинами».

## Интерпретации
Учёные не пришли к согласию по поводу интерпретации сложных результатов раскопок погребений викингов. Профессор кафедры изучения истории викингов Ноттингемского университета Джудит Джеш не согласилась с выводом исследования о том, что скелет, захороненный в Bj 581, был женским, и утверждала следующее: после раскопок могилы в 1889 году кости могли перемешаться с костями из других могил; вывод, что женщина была воином, из-за игровых предметов, захороненных в могиле, был преждевременным предположением; исследователи не учли другие причины, по которым тело женщины могло оказаться в воинском захоронении. Джеш писала, что, когда ученые в XIX веке раскапывали захоронения, они складывали кости в мешки и маркировали их, и поэтому возможна путаница. Вместе с этим она согласилась с тем, что если принадлежность останков «своей» могиле определена верно, воин действительно был женщиной.
Авторы исследования Хеденстирна-Йонсон отметили, что «специалисты по викингам неохотно признают способности женщин к владению оружием», и что «могила Bj 581 из Бирки приводилась в качестве примера изысканной могилы мужчины-воина высокого статуса». Кроме того, они сослались на исследование Марианны Моэн, проведённое в 2011 году, в котором был сделан вывод о том, что «образ мужчины-воина в патриархальном обществе был укреплён традициями исследований и современными предрассудками».
Группа Хеденстирна-Йонсон рассмотрела вопросы об идентификации останков по половому признаку в контексте боевых предметов, захороненных с костями, и утвердила, что «распределение предметов захоронения в могиле, их пространственное расположение по отношению к положению женщины и полное отсутствие каких-либо обычно приписываемых женщинам предметов» отвергают возможность того, что предметы принадлежат либо семье почившей, либо мужчине, чьё тело «ныне исчезло» из могилы. В ответ на вопрос «обязательно ли оружие определяет воина?» авторы подчеркивают, что интерпретация артефактов, погребённых с телом, «...должна осуществляться единообразно, вне зависимости от биологического пола погребённого лица».